# Прана
Прана (санск. प्राण prāṇa, пали: pano) значи дах, удисање и издисање. У преносном смислу означава животни дах, дух. Прана је важан појам у Упанишадама. У хиндуистичкој филозофији означава космичку животну енергију. 
У техници дисања јоге, прана је технички веома разрађена. У будизму се сврстава међу остале изразе за сопство, и заједно с њима одбацује (види несопство).